# Excelsior Estates
Excelsior Estates is een plaats (village) in de Amerikaanse staat Missouri, en valt bestuurlijk gezien onder Clay County en Ray County.

## Demografie
Bij de volkstelling in 2000 werd het aantal inwoners vastgesteld op 263.
In 2006 is het aantal inwoners door het United States Census Bureau geschat op 268, een stijging van 5 (1,9%).

## Geografie
Volgens het United States Census Bureau beslaat de plaats een oppervlakte van
0,6 km², geheel bestaande uit land.

## Plaatsen in de nabije omgeving
De onderstaande figuur toont nabijgelegen plaatsen in een straal van 8 km rond Excelsior Estates.